# Université Ōtemon gakuin
L' université Ōtemon gakuin (追手門学院大学, Ōtemon gakuin daigaku) est une université privée japonaise à Ibaraki (Osaka), fondée en 1966. Ōtemon gakuin a été fondée en 1888 et est issue de l'école élémentaire attachée à Osaka Kaikosha dont la fondation a été proposée par Tomonosuke Takashima.

## Composition
L'université Ōtemon gakuin est composée de cinq facultés et de quatre écoles : 

### Facultés
- Faculté d'économie
- Faculté de gestion
- Faculté de psychologie
- Faculté de sociologie
- Faculté des arts libéraux

### Écoles
- École d'économie
- École d'administration des affaires
- École de psychologie
- École de lettres

## Anciens élèves
- Teru Miyamoto
- Takashi Otsuka (en)
- Kunihiko Muroi
- Aki Taguchi